# Phil Bloom
Phil Bloom (Berkel en Rodenrijs, 27 november 1945) is een Nederlands kunstenares en voormalig model.

## Levensloop
Phil Bloom is een dochter van Lucas Jozef Bloom (1915-2000) en Johanna Catharina Somers (1921-2006).
In 1965 startte zij een studie aan de Koninklijke Academie van Beeldende Kunsten in Den Haag, maar na één jaar stopte ze daar om aan de eveneens in Den Haag gevestigde Vrije Academie verder te studeren. Van 1967 tot 1974 studeerde Bloom aan de Rietveldacademie in Amsterdam. In het begin van haar carrière tekende ze onder andere voor het studentenblad Propria Cures en werkte ze aan aftitelingen bij films. Rond haar dertigste vertrok ze voor vijf jaar naar New York en daarna heeft ze ook nog enkele jaren in India gewoond. Medio jaren zestig werd Bloom opgenomen in 'Fluxus', een artistieke beweging die in het Nederland van die tijd hogelijk alternatief was. Fluxus stelde zich onder meer ten doel om de 'burgerlijke truttigheid' van de samenleving te doorbreken en gebruikte Bloom hiervoor als breekijzer.

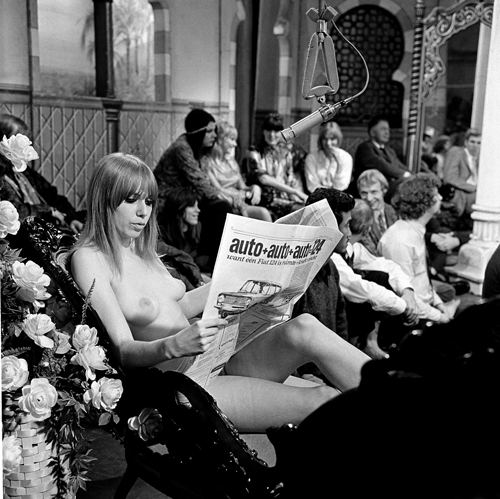
In de tweede aflevering van Hoepla verscheen Phil Bloom als eerste volledig naakte vrouw op de Nederlandse televisie. De foto is overigens van een opname die niet werd uitgezonden. De foto dateert van 22 september 1967 en de uiteindelijke opnamen werden later geschoten

Op 9 oktober 1967 verscheen de destijds 21-jarige Bloom geheel naakt in het VPRO-programma Hoepla. Ze was daarmee de eerste volledig ontklede naakte vrouw op de Nederlandse televisie, wat een baanbrekende wereldwijde primeur was. Ze las naakt - met gekruiste benen - vanuit een rieten stoel een artikel voor uit dagblad Het Vrije Volk, waarin vermeld werd dat Bloom niet naakt in Hoepla zou verschijnen. De krantentitel kopte VPRO zet schaar in naakt van Phil. Vervolgens gaf Bloom de krant af en waren er voor het eerst blote borsten op de Nederlandse beeldbuis te zien.
Het optreden gaf aanleiding tot grote commotie en internationale persaandacht en zelfs tot vragen in de Tweede Kamer. Zo sprak de Boerenpartij van schending van de eerbaarheid en was Kamerlid Cor van Dis van de Staatkundig Gereformeerde Partij (SGP) van mening dat het kabinet-De Jong de uitzending had moeten verbieden. Toenmalig minister-president Piet de Jong (KVP) verklaarde dat de uitzending van slechte smaak getuigde, maar dat hij het programma niet zou verbieden. Tevens gaf hij kritiek op het uitzenduur, dat volgde op het kinderuurtje. Het Britse dagblad Daily Mirror kopte dan weer: Such a fuss as a blonde goes on tv in the nude en verbaasde zich over de Nederlandse preutsheid. Het was voor de Amerikaanse uitgave van het maandblad Playboy aanleiding om een interview van haar te plaatsen in de uitgave van oktober 1968 met de kop TV's first nude.
Overigens had Bloom zich al eerder in 1967 naakt laten fotograferen: voor het standbeeld het Lieverdje, op het Spui in Amsterdam. Verder speelde ze in 1968 naakt in de geflopte film Professor Columbus, met Jeroen Krabbé als hippie-koning. Daarna kreeg Bloom er genoeg van dat de publieke aandacht voortdurend op haar naaktheid focuste. Ze heeft in de jaren zeventig zelfs nog geprocedeerd om een uitgever te beletten deze afbeeldingen te exploiteren. In 1997 nam ze opnieuw plaats in de rieten stoel van weleer op de expositie Bloomrijk Vlechtwerk te Noordwolde.
- Gemeinsame Normdatei: 1020122099
- International Standard Name Identifier: 0000 0003 9860 3266
- Library of Congress Control Number: no2014152651
- Nederlandse Thesaurus van Auteursnamen: 071395539
- PIC: 388730
- RKD-Nederlands Instituut voor Kunstgeschiedenis: 9339
- SNAC: w6z10rj4
- Virtual International Authority File: 232012654
- WorldCat: E39PBJq6RDYtctXrbHt3JRFHYP